# 半導体製品製造技能士
半導体製品製造技能士（はんどうたいせいひんせいぞうぎのうし）とは、国家資格である技能検定制度の一種で、都道府県職業能力開発協会（問題作成等は中央職業能力開発協会）が実施する、半導体製品製造に関する学科及び実技試験に合格した者をいう。

## 概要
技能検定試験は半導体製品製造の中で集積回路チップ製造作業、集積回路組立て作業に分かれる。
等級には、1級及び2級があり、1級は上級技能者、2級は中級技能者が通常有すべき技能の程度と位置づけられている。
資格を取得するためには、技能検定の実技試験と学科試験の両方の試験に合格することが必要である。

## 受検資格
- 1級：実務経験7年以上
- 2級：実務経験2年以上

※職業訓練歴や学歴により実務年数は異なる。

## 実技作業試験内容

### 半導体製品製造(集積回路チップ製造作業)
- 1級
  - 要素試験：膜厚の判定、測定装置の判定、ポジレジストのパターン形成時における異常状態の判定、半導体製造装置のガス系についての判定、イオン注入装置(中電流イオン注入機)の構成部品についての判定、薬品の容器と種類についての判定、異物の判定、IC製造工程の判定、配線工程での異常状態の判定等について行う。試験時間＝40分
  - ペーパーテスト：エッチング、フォトリソグラフィ、CVD、スパッタリング、酸化、イオン注入、ガス・薬品、防塵管理等について行う。試験時間＝1時間30分
- 2級
  - 要素試験：膜厚の判定、測定装置の判定、ポジレジストのパターン形成時における最適条件の判定、半導体製造装置のガス系についての判定、イオン注入装置(中電流イオン注入機)の構成部品についての判定、薬品の容器と種類についての判定、異物の判定、IC製造工程の判定、配線工程での異常状態の判定等について行う。試験時間＝40分
  - ペーパーテスト：エッチング、フォトリソグラフィ、CVD、スパッタリング、イオン注入、ガス・薬品、防塵管理等について行う。試験時間＝1時間30分

### 半導体製品製造(集積回路組立て作業)
- 1級
  - 要素試験：ダイシング工程における判定、ダイボンディング工程における判定、ワイヤボンディング工程における判定、封止工程における判定、リード外装工程における判定、パッケージの判定、組立て材料・器工具における判定、組立  て作業管理における判定等について行う。試験時間＝40分
  - ペーパーテスト：バックグラインディング工程及びダイシング工程、ダイボンディング工程、接続工程、封止工程、端子形成工程、マーキング工程、個片化(シンギュレーション)工程、IC(集積回路)組立工程、パッケージ、環境・安全衛生等について行う。試験時間＝1時間30分
- 2級
  - 要素試験：ダイボンディング工程における判定、ワイヤボンディング工程における判定、封止工程における判定、リード外装工程における判定、パッケージの判定、組立て材料・器工具における判定、組立て作業管理における判定等について行う。試験時間＝32分
  - ペーパーテスト：バックグラインディング工程及びダイシング工程、ダイボンディング工程、接続工程、封止工程、端子形成工程、マーキング工程、個片化(シンギュレーション)工程、IC(集積回路)組立工程、パッケージ、環境・安全衛生等について行う。試験時間＝1時間30分

## 取得後の称号
技能検定に合格すると等級に応じて技能士の称号が付与される。名刺などに資格を表記する際には「1級半導体製品製造技能士」、「2級半導体製品製造技能士」のように等級を明示する必要がある。等級の非表示、等級表示位置の誤り、職種名の省略表示などは不可である。
なお職業能力開発促進法により、半導体製品製造技能士資格を持っていないものが半導体製品製造技能士と称することは禁じられている。